# Alade Aminu
Alade Aminu, né le 14 septembre 1987 à Atlanta (États-Unis), est un joueur de basket-ball professionnel américano-nigérian. Il mesure 2,10 m.

## Biographie
Alade Aminu fait sa scolarité au Lycée Stephenson. Passé par les Georgia Tech Yellow Jackets de l'université de Georgia Tech de 2005 à 2009. Il n'est pas drafté en NBA, il joue ensuite aux BayHawks d'Érié puis au Jam de Bakersfield en D-league. Il signe ensuite un contrat de 10 jours au mois de mars 2010 avec le Heat de Miami en NBA, où il ne joue aucun match.
Il signe pour la saison 2010-2011 avec l'Élan Chalon (Pro A).
À l'été 2012, il rejoint le club turc de Pınar Karşıyaka qui est situé à Izmir et évolue en première division.
À la fin de l'année 2013, il est coupé par Brindisi et signe avec Banvit,.
Fin juillet 2017, il revient en France pour évoluer au sein du Nanterre 92. Il est écarté de l'équipe première à partir d'un match contre Hyères-Toulon (86-79 après prolongation) le samedi 14 avril 2018, son entraîneur Pascal Donnadieu préférant « finir la saison avec des mecs qui mouillent le maillot et qui ont des valeurs ». 

## Carrière
- 2009-2010 :
  -  BayHawks d'Érié
  -  Jam de Bakersfield
- 2010-2012 :  Élan sportif chalonnais
- 2012-2013 :  Pınar Karşıyaka
- 2013-2014 :
  -  New Basket Brindisi
  -  Bandırma Banvit
- 2014-2015 :  TED Ankara Kolejliler
- 2015–2016 :  Hapoël Eilat
- 2016-2017 :  Riyadi Club Beyrouth
- 2017-2018 :  Nanterre

## Palmarès
- Champion de France en 2012[6].
- Vainqueur de la Coupe de France 2011[7] et 2012[8].
- Vainqueur de la Semaine des As 2012[9].
- Finaliste de l'EuroChallenge 2012[10].
- Vainqueur du Match des Champions 2017 avec Nanterre 92

## Vie privée
Son frère Al-Farouq Aminu a été choisi en 8e position de la draft 2010 de la NBA par les Clippers de Los Angeles.